# アポロA-105
アポロA-105はアメリカ合衆国のアポロ計画において、最後に行われたサターンI 型ロケットの発射実験である。

## 概略

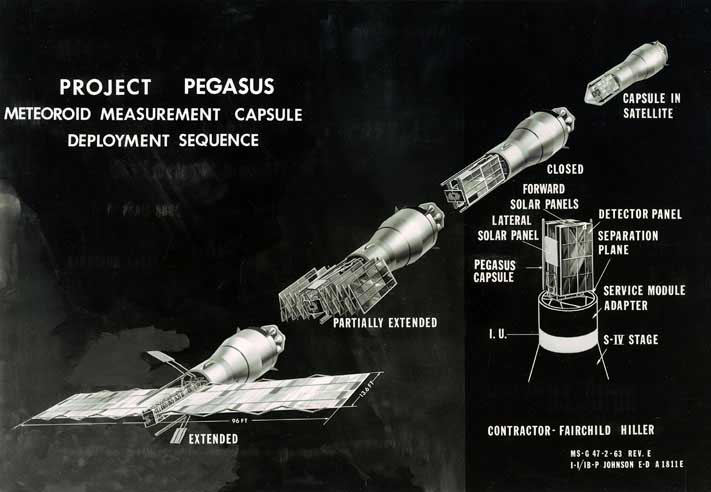
ペガサス衛星概要図（NASA）

A-105には今回もアポロ司令・機械船の模型と、これが3回目の飛行となる宇宙塵探査衛星ペガサスC（PegasusC）が搭載されていた。宇宙船・ロケットについては前回・前々回のA-103およびA-104からは大幅な変更はなく、ペガサスCの重量は1423.6kgであった。

## 目的
今回の飛行の主な目的は、前回と同じく
(1) 地球低軌道における宇宙塵の調査と採集
(2) 各システムが正確に作動するかの確認
であった。

## 飛行
A-105は1965年7月30日13:00:00（UTC）、ケープ・カナベラル37B発射台から打ち上げられ、約11分後に無事軌道に乗った。軌道に投入された司令船、ペガサス、二段目ロケットすべてを合計した重量は15,621kgであった。
発射から812秒後にペガサスCが切り離され、872秒後に宇宙塵探査のためのパネルが問題なく展開された。ペガサスCは当初の予想よりも長く1968年8月29日まで信号を送り続けた。大気圏再突入は1969年8月4日で、計画のすべての目的は達成された。司令船が大気圏に再突入したのは1975年11月22日であった。